# Jaffar Ashraf
Jaffar Ashraf (* 5. März 1998) ist ein pakistanischer Leichtathlet, der sich auf den Stabhochsprung spezialisiert hat.

## Sportliche Laufbahn
Erste internationale Erfahrungen sammelte Jaffar Ashraf im Jahr 2023, als er bei den Hallenasienmeisterschaften in Astana mit übersprungenen 4,80 m den achten Platz im Stabhochsprung belegte. Ende September brachte er bei den Asienspielen in Hangzhou keinen gültigen Versuch zustande.
2022 wurde Ashraf pakistanischer Meister im Stabhochsprung.

## Persönliche Bestleistungen
- Stabhochsprung: 4,93 m, 25. November 2022 in Lahore (pakistanischer Rekord)
  - Stabhochsprung (Halle): 4,80 m, 12. Februar 2023 in Astana (pakistanischer Rekord)